# Nick van der Velden
Nick van der Velden (ur. 16 grudnia 1981 w Amsterdamie) – holenderski piłkarz występujący na pozycji skrzydłowego w Dundee United. Były zawodnik RKC Waalwijk, FC Dordrecht, AZ Alkmaar, NEC Nijmegen, FC Groningen i Willem II Tilburg.

## Statystyki
| Sezon   | Klub              | Liga           | Mecze | Gole |
| ------- | ----------------- | -------------- | ----- | ---- |
| 2003/04 | RKC Waalwijk      | Eredivisie     | 5     | 0    |
| 2004/05 | RKC Waalwijk      | Eredivisie     | 8     | 0    |
| 2005/06 | FC Dordrecht      | Eerste Divisie | 32    | 9    |
| 2006/07 | RKC Waalwijk      | Eredivisie     | 4     | 0    |
| 2006/07 | FC Dordrecht      | Eerste Divisie | 5     | 2    |
| 2007/08 | FC Dordrecht      | Eerste Divisie | 37    | 14   |
| 2008/09 | AZ Alkmaar        | Eredivisie     | 20    | 1    |
| 2009/10 | AZ Alkmaar        | Eredivisie     | 5     | 0    |
| 2010/11 | AZ Alkmaar        | Eredivisie     | 10    | 0    |
| 2011/12 | NEC Nijmegen      | Eredivisie     | 27    | 2    |
| 2012/13 | NEC Nijmegen      | Eredivisie     | 23    | 4    |
| 2013/14 | FC Groningen      | Eredivisie     | 23    | 6    |
| 2014/15 | FC Groningen      | Eredivisie     | 23    | 1    |
| 2015/16 | Willem II Tilburg | Eredivisie     | 25    | 3    |
| 2016/17 | Dundee United     | Premier League |       |      |